# Charly Willy-Gricha
Charly Willy-Gricha, de son nom d'état-civil Charly Grégoire Faktorovitch, est un directeur de la photographie français, né le 22 novembre 1915 à Neuilly-sur-Seine (Hauts-de-Seine) et mort le 23 juillet 1987 à Paris. 

## Biographie
Charly Willy-Gricha est le fils de Willy Faktorovitch (1889-1960) qui fut le directeur de la photo de nombreux films de Marcel Pagnol. Il a travaillé très fréquemment aux côtés de son père.
Il est crédité sous des noms divers : Gricha, Willy Grisha, Willy Gucha, Gricha Willy…

« Willy Faktarovitch fut souvent aidé de son fils, Charly-Grégoire, plus connu sous le nom de Willy-Gricha. »

— Claude Beylie, Marcel Pagnol ou le Cinéma en liberté

## Filmographie
- 1938 : Une de la cavalerie de Maurice Cammage
- 1948 : Kenzi de Vicky Ivernel
- 1952 : Dupont Barbès de Henri Lepage
- 1955 : Pas de souris dans le bizness de Henri Lepage
- 1955 : Pas de pitié pour les caves de Henri Lepage
- 1955 : On déménage le colonel de Maurice Labro
- 1956 : À la manière de Sherlock Holmes de Henri Lepage
- 1956 : C'est une fille de Paname de Henri Lepage
- 1957 : Pas de grisbi pour Ricardo de Henri Lepage
- 1957 : La Blonde des tropiques de André Roy
- 1957 : Paris clandestin de Walter Kapps
- 1958 : Arènes joyeuses de Maurice de Canonge
- 1966 : Le Caïd de Champignol de Jean Bastia
- 1967 : Les Arnaud de Léo Joannon
- 1974 : ...Et mourir de désir de Jean Bastia
- 1979 : Désirs sous les tropiques  de  Francis Leroi
- 1980 : Animatrice pour couples déficients de Gérard Grégory
- 1981 : Charlotte mouille sa culotte ! de Francis Leroi
- 1982 : L'Amour s'invente de Didier Decoin (téléfilm)